# Сариг-югурський алфавіт
За відомостями Е. Тенишева, раніше сариг-югури користувалися староуйгурською писемністю (можливо йдеться про те, що як літературна використовувалася староуйгурська мова).
Останнім часом сариг-югурська вважається безписемною, за деякими даними, використовуватися може китайська писемність.